# Groupe MCS TV
Le Groupe MCS TV était un groupe audiovisuel français créé en 2007, qui édite essentiellement des chaînes de télévision consacrées aux sports.

## Historique
Le groupe lance MCS Bien-être en mai 2011 et MCS Tennis en février 2013.
Le 16 décembre 2015, le groupe lance MCS Maison pour contrer Canal.
En avril 2016, SFR Group annonce la création d'un bouquet de 5 chaines de sport nommé SFR Sport, pour diffuser notamment les matchs de la Premier League anglaise de football, dont les droits ont été acquis par Altice, propriétaire de SFR Group. À partir du 9 juin 2016, Ma Chaine Sport deviendra SFR Sport 2, MCS Extrême deviendra SFR Sport 3 et Kombat Sport deviendra SFR Sport 5.
Le 7 juillet 2016, à la suite d'une réorganisation de SFR Média, les chaînes SFR Sport (1,2,3,4K et 5) quittent le Groupe MCS TV pour rejoindre SFR Sport. Toutefois, les versions SFR Sport 2 et SFR Sport 3 disponibles sur Canal restent au sein du groupe MCS TV. Les programmes sont différents des canaux disponibles sur SFR & Numericable.
Depuis le 8 novembre 2016, les chaînes SFR Sport 2 et SFR Sport 3 ne sont plus disponibles sur Canal.
MCS Tennis s'est arrêtée le 1er janvier 2017, ses programmes sont passés sur SFR Sport 2.
MCS Bien-être a arrêté sa diffusion TV (Canal, SFR et Numericable) le 25 avril 2017, mais continue sur Dailymotion.
MCS Maison a arrêté sa diffusion TV (SFR et Numericable) le 7 juin 2017 pour se faire remplacer par My Cuisine, marquant la fin de la marque MCS en France. À l'inverse au Portugal, Altice a repris la marque des anciennes chaînes françaises et a lancé MCS Extrême et Kombat Sport dans leur langue pour Meo.

## Activités
Le Groupe MCS TV regroupe les chaînes :
- MCS Bien-être : la chaîne entièrement consacrée au bien-être avec des émissions nutrition, santé/forme, beauté, mode, people. Disponible uniquement sur Dailymotion depuis le 25 avril 2017[4].
- MCS Extrême :  ancienne chaîne de MCS Groupe remplacée par SFR Sport 3 (devenue RMC Sport 3) en 2016. En septembre 2021, la chaine devient une plateforme de streaming consacrée aux sports à sensations fortes.

Portugal :
- MCS Extrême : La version portugaise a été lancée en juillet 2016 en exclusivité sur Meo, la version française y était diffusée depuis 2015.
- Kombat Sport : La version portugaise a été lancée en mai 2016 en exclusivité sur Meo.
- My Cuisine Portugal : La version portugaise de la chaîne française My Cuisine.

Anciennement :
- MCS (Ma Chaîne Sport) : devenue SFR Sport 2 le 9 juin 2016 et transféré vers SFR Média le 7 juillet 2016.
- MCS Extrême : devenue SFR Sport 3 le 9 juin 2016 et transféré vers SFR Média le 7 juillet 2016.
- MCS Maison : des idées, des solutions. La chaîne a été remplacée par My Cuisine le 7 juin 2017.
- MCS Tennis : la 1re chaîne 100% consacrée au tennis [5].
- Au Portugal > MCS Lifestyle : La chaîne a été lancée le février 2016 puis remplacée par My Cuisine Portugal en septembre 2017. Elle est l'équivalent de MCS Bien-être et MCS Maison.

## Logos

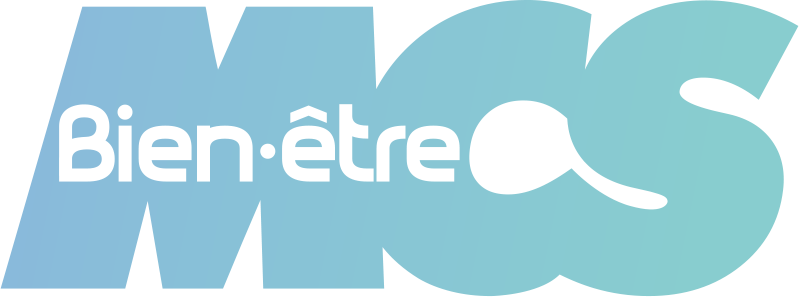
Logo de MCS Bien être
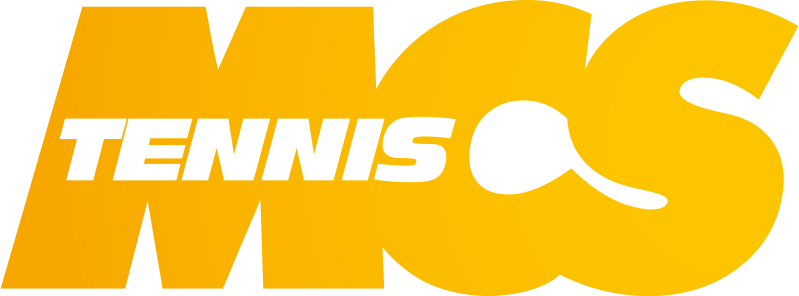
Logo de MCS Tennis
Logo de Ma Chaîne Sport
Logo de MCS Extreme

Anciens logos jusqu'au 8 octobre 2014
Logo de Ma Chaîne Sport
Logo de MCS Extrême

## Organisation

### Capital
Depuis avril 2014, Altice est désormais le seul actionnaire, à hauteur de 100 %.

### Diffusion
Les chaînes du groupe MCS TV sont disponibles en HD sur les réseaux câble, satellite et ADSL en Europe : France, en Belgique, au Luxembourg et en Suisse. Diffusées en continu, elles sont accessibles par près de 12 millions de foyers en France.[réf. nécessaire] SFR Sport 2 et 3 sont aussi diffusés en Belgique et au Luxembourg.
MCS Extrême est disponible sur tous les écrans (site web, applications mobile, tablette, TV connectée, Apple TV Android TV, Airplay, Chromecast…) en live et à la demande à partir de 4€ par mois.
En 2015, les versions françaises de MCS Extrême, MCS Tennis et MCS Bien-être arrivent au Portugal avec Cabovisão (à ce moment-là détenu par Altice). Elles seront lancées en 2016 sur Meo et des versions portugaises de MCS Extrême, MCS Lifestyle (équivalente de MCS Maison) et Kombat Sport sont lancées au Portugal seulement sur Meo.